# Perriers-la-Campagne
Perriers-la-Campagne település Franciaországban, Eure megyében. Lakosainak száma 395 fő (2018. január 1.). Perriers-la-Campagne Brionne, Goupillières, Harcourt és Nassandres községekkel határos.

## Népesség
A település népességének változása:
| Lakosok száma | 185  | 224  | 251  | 308  | 356  | 379  | 396  | 403  | 399  | 395  |
|               | 1968 | 1975 | 1982 | 1990 | 1999 | 2011 | 2013 | 2015 | 2017 | 2018 |